# Kone (músico)
Kone (19 de julio), es el actual guitarrista de la banda finlandesa de hard rock Lordi. Entró en la banda en 2022, sustituyendo al anterior guitarrista de la banda Amen. Declaró además ser aficionado de las bandas Iron Maiden, Megadeth y Def Leppard entre otras.
Debutó con la banda en las giras de los festival Rock In The City celebrado en Kuopio y Vantaa en junio de 2022. Posteriormente participó en el Lordiversitour, gira para promocionar el álbum Lordiversity en Europa.

## Discografía

### Lordi
- 2023: Screem Writers Guild
- 2025: Limited Deadition